# Tarnów
Tarnów er en by med 109.358 indbyggere (2018) i det sydlige Polen, cirka 75 km øst for Kraków. Tarnów var mellem 1975 og 1998 hovedby i Tarnow vojvodskap, men ligger siden 1999 i Lillepolens vojvodskap. Byen er et vigtigt jernbaneknudepunkt på forbindelsen mellem Lviv og Kraków. Motorvejen fra Kraków til Ukraine går forbi Tarnów. Den kredsfrie byer en selvstændig bykommune (gmina miejska). Den ligeledes selvstændige landkommune (gmina wiejska) Tarnów har et areal på 82,81 km² und 25.472 indbyggere (2018).
I det 16. århundrede havde byen cirka 1.200 indbyggere og ca. 200 huse; efter at svenske tropper i 1655 plyndrede byen faldt indbyggertallet fra ca. 2.000 til under 800. I 1870 var indbyggertallet 21.779. 1939 var der ca. 40.000 indbyggere, omkring halvdelen af dem var jøder.

## Historie
Byen blev kom første gang på skrift omkring 1125 og blev i 1229 nævnt som Tarnowo.
Den 7. marts 1330 fik byen sine by-rettigheder efter Magdeburgrettighederne. Samme år blev borgen færdigbygget. I dag eksisterer den kun som en ruin. I denne tid kom der mange nye bosættere til Tarnów, derunder også tyskere, fra Krakau og det nuværende Nowy Sącz (tysk Neu Sandez) til Tarnów og til omegnen. 1376 blev en kirke nævnt for første gang nævnt. De første jøder bosatte sig i det 15. århundrede. I det 16. århundrede kom mange skottere, derunder familier med navne som Dun, Huyson og Nikielson. I flere århundreder var Tarnów en privat by, indtil den sidste ejer fyrst Eustachy Sanguszko i 1787 gav afkald på regeringsmagten.
I det 16. århundrede havde byen cirka 1.200 indbyggere og ca. 200 huse; efter at svenske tropper i 1655 plyndrede byen faldt indbyggertallet fra ca. 2.000 til under 800. I 1870 var indbyggertallet 21.779. 1939 var der ca. 40.000 indbyggere, omkring halvdelen af dem var jøder.
mange af de polakker, som før 1. Verdenskrig bosatte sig på Lolland-Falster, kom fra dette område.
Efter Polens første deling i 1772 hørte Tarnów til den af Østrig besatte del. I 1785 blev bispedømmet Tarnów grundlagt. 1846 fandt en bondeopstand sted mod Det habsburgske monarki. I 1856 opnåede byen tilslutning jernbaneforbindelsen Krakau–Lemberg. Byen havde i 1860 24.627 indbyggere, hvoraf 11.349 var jøder.
1898 var Tarnów en betydende handelsby i det daværende østrigske Galizien. Den største industrivirksomhed var en landbrugsmaskinfabrik. Med en teologisk læreanstalt, en katolsk præsteskole, et seminarum og et gymnasium var byen også er vigtigt uddannelsessted.
Omkring 1900 emigredede mange polske landarbejdere fra området omkring Tarnów til Lolland-Falster.
I maj 1915 kom der i området mellem Tarnów og Gorlice til Gennembrudsslaget ved Gorlice-Tarnów, der endte med Det Russiske Kejserriges hærs værste nedelag i 1. verdenskrig.
Byen har en relativt stor roma-befolkning. Tarnów er den vigtigste by i det område, som tidligere blev kaldt Galicien; mange af de polakker, som før 1. Verdenskrig bosatte sig på Lolland-Falster, kom fra dette område.
Den 14. juni 1940 sendte Gestapo den første fangetransport med overvejende kristelige polakker i KZ Auschwitz I for at aflaste byens fængsel. Af denne transports 728 fanger overlevede kun ca. 200 2. verdenskrig. Under Holocaust i 2. verdenskrig holdt de tyske besættere ca. 20.000 polske jøder indespærret i Ghetto Tarnow og tusinder af dem blev deporteret til udryddelseslejrene, overvejende til udryddelseslejren Bełżec. Lejren blev afviklet i december 1942, da så godt som alle jøder i Generalguvernementet var dræbt.

## Seværdigheder
- Den gamle bydel har velbevarede, middelalderlige gader, bygninger fra gotikken og renæssancen og resterne af byens gamle forsvarsmure.
- Diözesanmuseet i Tarnów (pl. Muzeum Diecezjalne w Tarnowie). Stiftmuseet har en stor samling af religiøs kunst.
- Det historiske museum for regionen Tarnów, ved markedspladsen.
- Det etnografiske museum (Muzeum Etnograficzne w Tarnowie) har blandt andet en permanent udstilling om romaernes historie og kultur.
- Katedralen Sankt Maria (pl. Najświętszej Maryi Panny). Den blev bygget i det 14. århundrede og ombygget flere gange fra 15. til det 19. århundrede.
- Markedspladsen med rådhuset fra det 15. og 16. århundrede og borgerhuse fra 16. til 18. århundrede.
- Resterne af den gamle synagoge i Tarnów (Bima) fra 17. til 19. århundrede.
- Den jødiske kirkegård har et stenmonument til minde om de tusinder af byens jøder, der omkom i 2. verdenskrig.
- Szeklers' port og monument til minde om den polske general og nationalhelt Józef Bem (1794-1850), født i Tarnów.

- Katedralen Sankt Maria
- Resterne af den gamle synagoge
- Markedspladsen og rådhuset
- Borgerhusene og ved markedspladsen
- Szeklers' port